# Midnight Diner (série télévisée)
Midnight Diner (深夜食堂, Shinya shokudō) est une série télévisée japonaise adaptée du manga La Cantine de minuit de Yarō Abe.
Une première saison est diffusée au Japon en 2009, suivi d'une seconde saison en 2011 et d'une troisième en 2014. La série est renommée Midnight Diner: Tokyo Stories lors de sa diffusion sur la plateforme de streaming Netflix où les saisons 1 et 2, correspondant aux saisons 4 et 5 du Midnight Dinner original, sont disponibles respectivement en 2016 et 2019.
Sous forme d'épisodes ne dépassant pas 25 minutes, la série montre le quotidien d'un propriétaire d'izakaya et de sa clientèle au cœur de la ville de Tokyo.

## Synopsis
Situé dans le quartier de Shinjuku, le propriétaire d'un izakaya, connu par ses clients sous le nom de "Maître", ouvre son restaurant de minuit à sept heures du matin. Son menu est limité à du tonjiru (soupe miso au porc), de la bière, du saké et du shochu. Cependant, il est prêt à cuisiner tout ce que ses clients lui demandent à condition qu'il ait les ingrédients à sa disposition.
Chaque épisode se concentre sur un client, sa relation avec un plat et un conflit personnel à résoudre, certains plus lourds que d'autres. La clientèle du petit restaurant est représentative de la variété du très dense quartier de Shinjuku. D'anciens acteurs, des hommes d'affaires, des danseurs exotiques, des directeurs de films ainsi que des drag-queens viennent se retrouver dans cette oasis de chaleur et de calme qui contraste avec l'ambiance des rues de Shinjuku.
Le propriétaire a une présence détachée la majorité du temps. Il se contente d'écouter, de cuisiner, de servir, de fumer et de sourire. Quand il interagit avec ses clients, c'est souvent pour donner un avis sage d'une voix calme. Les épisodes se terminent généralement sur une leçon philosophique, parfois heureuse, parfois dramatique mais jamais moralisante.

## Diffusion
Une adaptation de la série en drama japonais est annoncée en août 2009, avec Kaoru Kobayashi dans le rôle principal. La première saison, de dix épisodes, est diffusée entre octobre 2009 et décembre 2009 au Japon, notamment sur les chaînes TBS et MBS. Une seconde saison de 10 épisodes est diffusée entre octobre 2011 et décembre 2011 puis une troisième saison de dix épisodes entre octobre 2014 et décembre 2014. Un film est également diffusé sur les chaines japonaises le 31 janvier 2015.
En mai 2016, Netflix annonce une quatrième saison de dix épisodes disponible à partir du 21 octobre 2016 ainsi qu'un second film pour le 5 novembre 2016. Une cinquième saison est disponible sur Netflix le 31 octobre 2019,.

## Distribution
- Kaoru Kobayashi : le propriétaire
- Joe Odagiri : Katagiri, Kogure
- Yutaka Matsushige : Ryu
- Tomoko Tabata : Miyuki Chidori
- Denden : Un sans-abri
- Mikako Tabe : Michiru Kuriyama